# Koyukuk (řeka)
Koyukuk (anglicky Koyukuk River) je řeka v centrální části Aljašky v USA. Je 740 km dlouhá od soutoku zdrojnic a přibližně 1000 km od pramene Prostředního Koyokuku.

## Průběh toku
Vzniká soutokem řek John, Wild a Prostřední Koyokuk, které stékají z pohoří Endicott. Na horní polovině toku teče hornatou krajinou a na dolním toku bažinatou mezihorskou nížinou. Ústí zprava do Yukonu.

## Vodní režim
Zdrojem vody jsou sněhové a dešťové srážky. Průměrný roční průtok vody u vesnice Hughes na středním toku činí 400 m³/s. Od října do května je řeka pokrytá ledem. Nejvyšších vodních stavů dosahuje v období letních záplav.

## Využití
Vodní doprava pro nevelké říční lodě je možná po celém toku.